# زک ساندرلند
زک ساندرلند (به انگلیسی: Zac Sunderland) یک دریانورد اهل ایالات متحده آمریکا است. وی جوانترین فردی است که توانسته دور دنیا را با قایق سفر کند.